# Liuma (köping i Kina, Sichuan)
Liuma (kinesiska: 骝马镇, 骝马) är en köping i Kina. Den ligger i provinsen Sichuan, i den sydvästra delen av landet, omkring 120 kilometer sydost om provinshuvudstaden Chengdu. Antalet invånare är 26 687. Befolkningen består av 12 900 kvinnor och 13 787 män. Barn under 15 år utgör 17,0 %, vuxna 15-64 år 70 %, och äldre över 65 år 12,0 %.
Genomsnittlig årsnederbörd är 1 330 millimeter. Den regnigaste månaden är juli, med i genomsnitt 290 mm nederbörd, och den torraste är december, med 13 mm nederbörd.